# Le Coq Sportif
Le Coq Sportif (LCS) és una empresa francesa de fabricació d'equipament esportiu. Fundada l'any 1882 per Émile Camuset i ubicada a Entzheim, l'empresa va fabricar per primera vegada articles amb la seva marca comercial l'any 1948. El nom i la marca de l'empresa deriven del gall gal, símbol nacional de França.
Actualment Le Coq Sportif és una filial d'Airesis SA, una societat d'inversió amb seu a Suïssa que posseeix una participació del 69% de LCS.

## Història
L'empresa va ser fundada per Émile Camuset l'any 1882, inicialment dins de la indústria de la llana i després entrant en el negoci de la roba esportiva. La família Camuset va començar a fabricar roba esportiva a la seva fàbrica de Romilly-sur-Seine i va publicar el seu primer catàleg, que incloïa majoritàriament samarretes de ciclisme, el 1929. Deu anys més tard la companyia va llançar el primer xandall de la història.
Le Coq Sportif va assolir el seu punt àlgid a la dècada del 1950, amb el seu primer gran èxit el 1951 quan la marca va signar un acord per a confeccionar el mallot groc per al Tour de França. LCS era el proveïdor de samarretes de Louison Bobet quan va guanyar tres Tours consecutius entre 1953 i 1955. Durant aquells anys també va signar acords per a esdevenir el proveïdor oficial de l'equipament de la selecció francesa de futbol (a partir de 1955) i la selecció de rugbi XV. L'empresa també va patrocinar els atletes francesos als Jocs Olímpics d'Estiu de 1960 a Roma.

Le Coq Sportif va redissenyar el seu logotip de forma triangular amb un gall a l'interior i va ser un dels primers fabricants de roba esportiva a fer visible el seu logotip. El 1966 era la marca esportiva més gran de França i aquell mateix any la companyia va signar un acord amb Adidas.

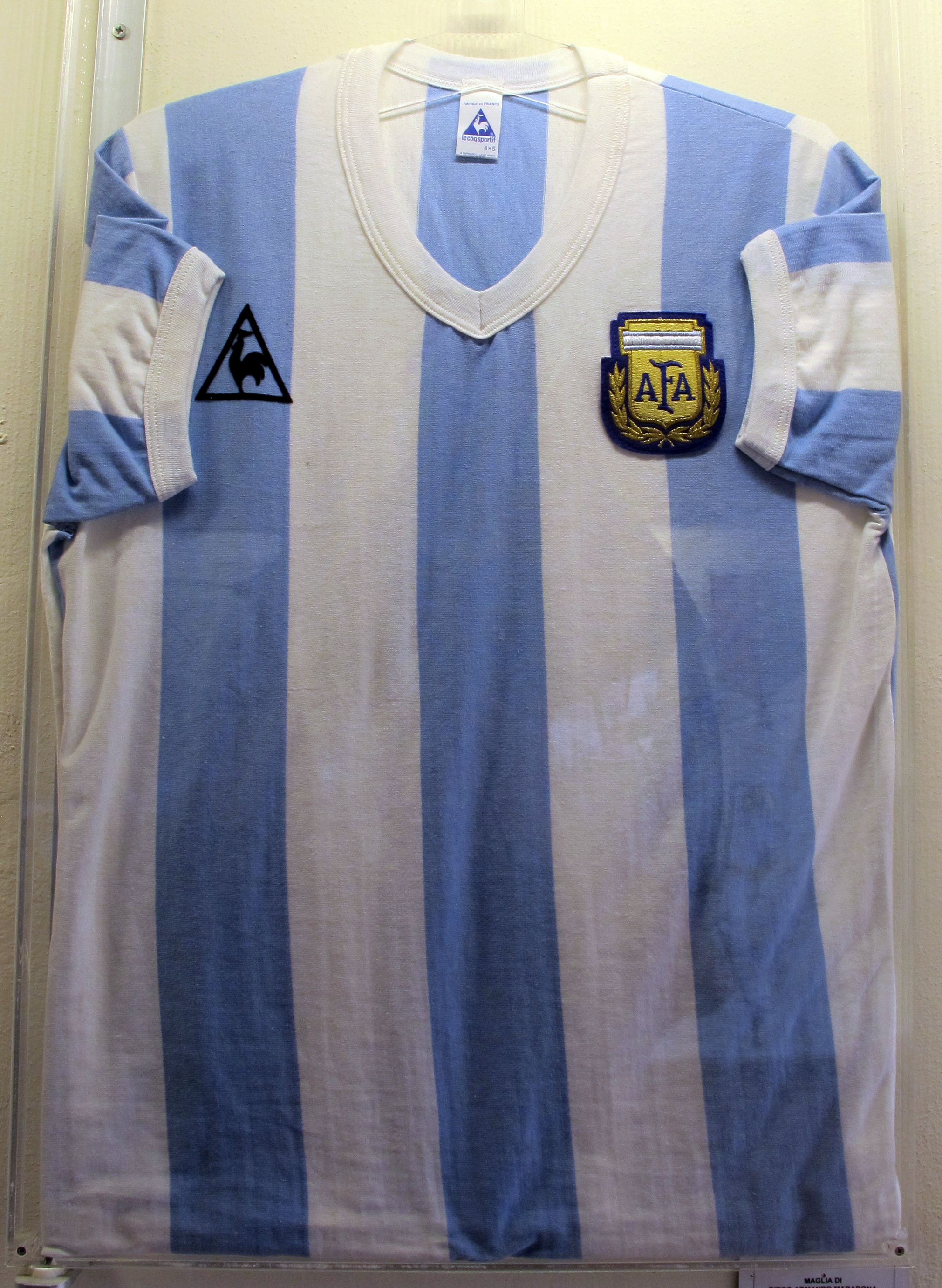
La samarreta d'Argentina que va vestir Diego Maradona a la Copa del Món de Futbol de 1982

Després d'uns anys d'estancament comercial, a la dècada del 1980 el suport d'Adidas va permetre que Le Coq Sportif arribés a nous públics quan el tenista Yannick Noah va guanyar el Torneig de Roland Garros de 1983 vestit de LCS. Quan Bernard Hinault va guanyar el Campionat del món de ciclisme en ruta masculí el 1980 portava una samarreta LCS i calçat Adidas.
Més endavant, Bernard Tapie va vendre LCS a l'empresa estatunidenca Brown Shoe. L'any 1999 l'empresa va ser adquirida per Oliver Jacques, que seria empresonat després per falsificar productes d'Adidas i Nike. Després d'un llarg període de problemes financers i escàndols, l'empresa va ser rellançada el 2005 per Robert Louis-Dreyfus, un antic CEO d'Adidas, a través d'una societat d'inversió suïssa, Airesis, que la va traslladar la fàbrica original de Romilly-sur-Seine i va tornar a patrocinar equips de ciclisme. El 2012, LCS va reiniciar la seva associació amb el Tour de França.